# تیفون منگهوت
تیفون منگهوت ۲۰۱۸ فیلیپین (انگلیسی: Typhoon Mangkhut) در ۱۵ سپتامبر با سرعت ۳۳۰ کیلومتر در ساعت به سواحل جزیره لوزون رسید و جان بیش از ۴ میلیون نفر را در مناطق وسیعی از فیلیپین به خطر انداخته‌است. این تیفون بعد از درنوردیدن سواحل شمالی فیلیپین با سرعت ۱۶۰ کیلومتر در ساعت به نواحی جنوبی چین رسید. این تیفون دست‌کم ۶۰ نفر کشته و ۱۱۱ نفر زخمی در فیلیپین برجای گذاشته‌است. توفان منگهوت پس از تیفون هایان که در سال ۲۰۱۳ رخ داد سهمگین‌ترین طوفان فیلیپین بوده‌است. همچنین منگهوت قوی‌ترین تندباد دریایی در سال ۲۰۱۸ بوده‌است.

## جزئیات
تیفون منگهوت در ۱۵ سپتامبر ۲۰۱۸ به سواحل شمالی فیلیپین رسید و با سرعت ۳۳۰ کیلومتر در ساعت قبل از رسیدن به سواحل جزیره لوزان پنجره‌ها را شکست و تیرهای برق را قطع کرد و جان بیش از ۴ میلیون نفر را در مناطق بسیاری از فیلیپین به‌خطر انداخت. احتمال دارد بر اثر این تیفون و تندبادهای شدید با بارانهای موسمی سطح آب ۶ متر بالا بیاید، به همین دلیل ۸۷ هزار نفر توسط امدادگران به مناطق امن منتقل شده‌اند و مناطق ساحلی و کناره‌های رودخانه‌ها را تخلیه کرده‌اند.
این توفان هنگ کنگ و شهرهای جنوبی چین را نیز دربرگرفته است.

## تلفات

### گوآم
برق ۸۰٪ جزیره رفت.

### فیلیپین
در کلانشهر مانیل دو نفر زخمی شدند.
در تیفون منگهوت دست‌کم ۶۰ نفر در فیلیپین جان خود را از دست دادند و ۱۱۱ نفر زخمی برجا گذاشته‌است.

### تایوان
یک زن در دریا غرق شد.

### هنگ کنگ
این تیفون یکی از قویترین توفندهای ثبت شده در هنگ کنگ است. منگهوت باعث وقوع سیل به خصوص در سواحل شد و موجب قطع درختان گردید.

### چین
تیفون منگهوت سبب سیل و قطع درختان در شنژن گردید. در جنوب چین حمل و نقل مختل شد و دست کم دو نفر کشته شدند.

## پیشینه
در سال ۲۰۱۳ در فیلیپین ابرتوفانی با درجه‌بندی ۴ از ۵ باعث مرگ بیش از ۷۰۰۰ نفر شد.